# Lista de bens tombados no Paraná
A lista de bens tombados do Paraná reúne itens do patrimônio cultural e histórico do Paraná. Os atos de preservação, restauração e tombamento estadual foram realizados pela Coordenação do Patrimônio Cultural (CPC). Algumas construções são também reconhecidas pelo IPHAN, no contexto de preservação do patrimônio cultural e histórico brasileiro.
Dentre os patrimônios tombados estão a Estação Ecológica da Ilha do Mel, a Estação Ecológica de Guaraqueçaba, a Estação Ecológica do Guaraguaçu, o Parque Estadual da Graciosa, o Parque Estadual das Lauráceas, o Parque Nacional do Superagui e a Reserva Particular do Patrimônio Natural Salto Morato que são parte do Patrimônio Mundial da UNESCO, inscritos em 2 de dezembro de 1999 por fazerem parte das Reservas de Mata Atlântica do Sudeste.
| Imagem | Bem | Data de fundação       | Localização                                    | Coordenadas                                               | Tombamento                                                                                         | Referência |
| ------ | --- | ---------------------- | ---------------------------------------------- | --------------------------------------------------------- | -------------------------------------------------------------------------------------------------- | ---------- |
|        | Quilombo Bairro Córrego do Franco                                                                                      |                        | Adrianópolis                                   | 24° 45′ 29″ S, 48° 34′ 38″ O                              | quilombo tombado pela Constituição Federal do Brasil de 1988                                       |            |
|        | Quilombo Bairro Três Canais                                                                                            |                        | Adrianópolis                                   | 24° 49′ 07″ S, 48° 41′ 22″ O                              | quilombo tombado pela Constituição Federal do Brasil de 1988                                       |            |
|        | Quilombo Córrego das Moças                                                                                             |                        | Adrianópolis                                   | 24° 43′ 40″ S, 48° 45′ 19″ O                              | quilombo tombado pela Constituição Federal do Brasil de 1988                                       |            |
|        | Quilombo Estreitinho                                                                                                   |                        | Adrianópolis                                   | 24° 48′ 40″ S, 48° 49′ 22″ O                              | quilombo tombado pela Constituição Federal do Brasil de 1988                                       |            |
|        | Quilombo João Surá |                        | Adrianópolis                                   | 24° 42′ 02″ S, 48° 55′ 38″ O                              | quilombo tombado pela Constituição Federal do Brasil de 1988                                       |            |
|        | Quilombo Porto Velho                                                                                                   |                        | Adrianópolis                                   | 24° 40′ 14″ S, 49° 01′ 18″ O                              | quilombo tombado pela Constituição Federal do Brasil de 1988                                       |            |
|        | Quilombo Praia do Peixe                                                                                                |                        | Adrianópolis                                   | 24° 48′ 48″ S, 48° 57′ 52″ O                              | quilombo tombado pela Constituição Federal do Brasil de 1988                                       |            |
|        | Quilombo São João |                        | Adrianópolis                                   | 24° 52′ 36″ S, 49° 01′ 09″ O                              | quilombo tombado pela Constituição Federal do Brasil de 1988                                       |            |
|        | Quilombo Sete Barras                                                                                                   |                        | Adrianópolis                                   | 24° 43′ 53″ S, 49° 03′ 36″ O                              | quilombo tombado pela Constituição Federal do Brasil de 1988                                       |            |
|        | Oratório de São Carlos Borromeo                                                                                        |                        | Almirante Tamandaré                            | 25° 22′ 01″ S, 49° 17′ 32″ O                              | bem tombado pela CPC-PR                                                                            |            |
|        | Antiga Prefeitura de Almirante Tamandaré                                                                               |                        | Almirante Tamandaré                            | 25° 18′ 25″ S, 49° 17′ 38″ O                              | bem tombado pela CPC-PR                                                                            |            |
|        | Capela de São Francisco Xavério [demolido]                                                                             |                        | Almirante Tamandaré                            | 25° 22′ 02″ S, 49° 17′ 32″ O                              | bem tombado pela CPC-PR                                                                            |            |
|        | Centro Histórico de Antonina                                                                                           |                        | Antonina                                       | 25° 25′ 50″ S, 48° 42′ 58″ O                              | bem tombado pelo IPHAN                                                                             |            |
|        | Fonte da Carioca |                        | Antonina                                       | 25° 25′ 38″ S, 48° 42′ 41″ O                              | bem tombado pela CPC-PR                                                                            |            |
|        | Igreja do Bom Jesus do Saivá                                                                                           |                        | Antonina                                       | 25° 25′ 51″ S, 48° 42′ 59″ O                              | bem tombado pela CPC-PR                                                                            |            |
|        | Arquivo Municipal de Antonina                                                                                          |                        | Antonina                                       | 25° 25′ 48″ S, 48° 42′ 40″ O                              | bem tombado pela CPC-PR                                                                            |            |
|        | Igreja do Nossa Senhora do Pilar                                                                                       |                        | Antonina                                       | 25° 25′ 33″ S, 48° 42′ 56″ O                              | bem tombado pela CPC-PR                                                                            |            |
|        | Serra do Mar - Porção Territorial no Município de Antonina                                                             |                        | Antonina                                       |                                                           | bem tombado pela CPC-PR                                                                            |            |
|        | Estação Ferroviária de Antonina                                                                                        |                        | Antonina                                       | 25° 25′ 50″ S, 48° 42′ 58″ O                              | bem tombado pela CPC-PR                                                                            |            |
|        | Acervo da Farmácia Internacional de Antonina                                                                           |                        | Antonina                                       | 25° 25′ 46″ S, 48° 42′ 38″ O                              | bem tombado pela CPC-PR                                                                            |            |
|        | Igreja da Imaculada Conceição de Nossa Senhora                                                                         |                        | Antônio Olinto                                 | 25° 59′ 48″ S, 50° 11′ 55″ O                              | bem tombado pela CPC-PR                                                                            |            |
|        | Casa Ferroviária I |                        | Apucarana                                      | 23° 33′ 41″ S, 51° 32′ 13″ O                              | bem tombado pelo IPHAN                                                                             |            |
|        | Casa Ferroviária II |                        | Apucarana                                      | 23° 33′ 41″ S, 51° 32′ 12″ O                              | bem tombado pelo IPHAN                                                                             |            |
|        | Casa Ferroviária III                                                                                                   |                        | Apucarana                                      | 23° 33′ 41″ S, 51° 32′ 12″ O                              | bem tombado pelo IPHAN                                                                             |            |
|        | Quilombo Família Xavier                                                                                                |                        | Arapoti                                        | 24° 09′ 51″ S, 49° 49′ 44″ O                              | quilombo tombado pela Constituição Federal do Brasil de 1988                                       |            |
|        | Casa do Cavalo Baio |                        | Araucária                                      | 25° 35′ 19″ S, 49° 24′ 06″ O                              | bem tombado pela CPC-PR                                                                            |            |
|        | Ponte dos Papagaios |                        | Balsa Nova Palmeira                            | 25° 27′ 53″ S, 49° 46′ 05″ O                              | bem tombado pela CPC-PR                                                                            |            |
|        | Capela da Nossa Senhora da Conceição                                                                                   |                        | Balsa Nova                                     | 25° 32′ 05″ S, 49° 43′ 55″ O                              | bem tombado pela CPC-PR                                                                            |            |
|        | Icnofósseis Devonianos de São Luiz do Purunã                                                                           |                        | Balsa Nova                                     | 25° 27′ 45″ S, 49° 42′ 49″ O                              | bem tombado pela CPC-PR                                                                            |            |
|        | Quilombo Areia Branca                                                                                                  |                        | Bocaiuva do Sul                                | 25° 10′ 55″ S, 49° 08′ 24″ O                              | quilombo tombado pela Constituição Federal do Brasil de 1988                                       |            |
|        | Serra do Mar - Porção Territorial no Município de Campina Grande do Sul                                                |                        | Campina Grande do Sul                          |                                                           | bem tombado pela CPC-PR                                                                            |            |
|        | Parque Histórico do Mate                                                                                               |                        | Campo Largo                                    | 25° 26′ 34″ S, 49° 28′ 02″ O                              | bem tombado pela CPC-PR                                                                            |            |
|        | Quilombo Palmital dos Pretos                                                                                           |                        | Campo Largo                                    | 25° 31′ 06″ S, 49° 30′ 58″ O                              | quilombo tombado pela Constituição Federal do Brasil de 1988                                       |            |
|        | Livro de Instalação da Câmara Municipal de Campo Mourão                                                                |                        | Campo Mourão                                   | 24° 02′ 36″ S, 52° 22′ 47″ O                              | bem tombado pela CPC-PR                                                                            |            |
|        | Quilombo Cavernoso 1                                                                                                   |                        | Candói                                         | 25° 34′ 51″ S, 52° 02′ 22″ O                              | quilombo tombado pela Constituição Federal do Brasil de 1988                                       |            |
|        | Quilombo Despraiado |                        | Candói                                         | 25° 33′ 48″ S, 52° 04′ 14″ O                              | quilombo tombado pela Constituição Federal do Brasil de 1988                                       |            |
|        | Quilombo Vila São Tomé                                                                                                 |                        | Candói                                         | 25° 33′ 00″ S, 52° 02′ 27″ O                              | quilombo tombado pela Constituição Federal do Brasil de 1988                                       |            |
|        | Igreja Nossa Senhora de Fátima                                                                                         |                        | Cascavel                                       | 24° 57′ 53″ S, 53° 26′ 15″ O                              | bem tombado pela Câmara Municipal de Cascavel                                                      |            |
|        | Monumento ao Migrante                                                                                                  |                        | Cascavel                                       | 24° 57′ 17″ S, 53° 28′ 17″ O                              | bem de interesse histórico em Cascavel                                                             |            |
|        | Fazenda Capão Alto |                        | Castro                                         | 24° 44′ 25″ S, 49° 55′ 35″ O                              | bem tombado pela CPC-PR                                                                            |            |
|        | Museu do Tropeiro | 1977                   | Castro                                         | 24° 47′ 19″ S, 50° 00′ 21″ O                              | bem tombado pela CPC-PR                                                                            |            |
|        | Casa situada à Rua Jorge Xavier da Silva, esquina com Benjamin Constant                                                |                        | Castro                                         | 24° 47′ 22″ S, 50° 00′ 31″ O                              | bem tombado pela CPC-PR                                                                            |            |
|        | Casa situada à Praça Manoel Ribas, 152                                                                                 |                        | Castro                                         | 24° 47′ 23″ S, 50° 00′ 27″ O                              | bem tombado pela CPC-PR                                                                            |            |
|        | Casa situada à Praça Manoel Ribas, 120                                                                                 |                        | Castro                                         | 24° 47′ 22″ S, 50° 00′ 26″ O                              | bem tombado pela CPC-PR                                                                            |            |
|        | Casa situada à Praça Getúlio Vargas, 6                                                                                 |                        | Castro                                         | 24° 47′ 14″ S, 50° 00′ 20″ O                              | bem tombado pela CPC-PR                                                                            |            |
|        | Casa situada à Praça Getúlio Vargas, 10                                                                                |                        | Castro                                         | 24° 47′ 14″ S, 50° 00′ 21″ O                              | bem tombado pela CPC-PR                                                                            |            |
|        | Estação Ferroviária de Castro                                                                                          |                        | Castro                                         | 24° 47′ 28″ S, 50° 00′ 02″ O                              | bem tombado pela CPC-PR bem tombado pelo IPHAN                                                     |            |
|        | Quilombo Tronco |                        | Castro                                         | 24° 53′ 01″ S, 49° 44′ 34″ O                              | quilombo tombado pela Constituição Federal do Brasil de 1988                                       |            |
|        | Sanitário no Pátio da Estação Ferroviária de Castro                                                                    |                        | Castro                                         | 24° 47′ 29″ S, 50° 00′ 02″ O                              | bem tombado pelo IPHAN                                                                             |            |
|        | Residência na Rodovia da Uva                                                                                           |                        | Colombo                                        | 25° 18′ 43″ S, 49° 13′ 16″ O                              | bem tombado pela CPC-PR                                                                            |            |
|        | Sítio Geológico Cratera de Impacto de Vista Alegre                                                                     |                        | Coronel Vivida                                 | 25° 54′ 43″ S, 52° 40′ 30″ O                              | bem tombado pela CPC-PR                                                                            |            |
|        | Centro Cultural Teatro Guaíra                                                                                          |                        | Curitiba                                       | 25° 25′ 42″ S, 49° 15′ 55″ O                              | bem tombado pela CPC-PR                                                                            |            |
|        | Biblioteca Pública do Paraná                                                                                           | 7 de março de 1857     | Curitiba                                       | 25° 25′ 51″ S, 49° 16′ 24″ O                              | bem tombado pela CPC-PR                                                                            |            |
|        | Castelo do Batel |                        | Curitiba                                       | 25° 26′ 33″ S, 49° 17′ 09″ O                              | bem tombado pela CPC-PR                                                                            |            |
|        | Passeio Público |                        | Curitiba                                       | 25° 25′ 31″ S, 49° 16′ 01″ O                              | bem tombado pela CPC-PR                                                                            |            |
|        | Casa Kirchgässner |                        | Curitiba                                       | 25° 25′ 32″ S, 49° 16′ 40″ O                              | bem tombado pela CPC-PR                                                                            |            |
|        | Casa de Cristiano Osternack                                                                                            |                        | Curitiba                                       | 25° 25′ 32″ S, 49° 16′ 41″ O                              | bem tombado pela CPC-PR                                                                            |            |
|        | Colégio Estadual do Paraná                                                                                             | 13 de março de 1846    | Curitiba                                       | 25° 25′ 26″ S, 49° 15′ 59″ O                              | bem tombado pela CPC-PR                                                                            |            |
|        | Igreja da Ordem Terceira de São Francisco das Chagas                                                                   |                        | Curitiba                                       | 25° 25′ 39″ S, 49° 16′ 19″ O                              | bem tombado pela CPC-PR                                                                            |            |
|        | Jockey Club do Paraná                                                                                                  |                        | Curitiba                                       | 25° 25′ 25″ S, 49° 13′ 10″ O                              | bem tombado pela CPC-PR                                                                            |            |
|        | Museu Alfredo Andersen                                                                                                 | 1959                   | Curitiba                                       | 25° 25′ 29″ S, 49° 16′ 17″ O                              | bem tombado pela CPC-PR                                                                            |            |
|        | Museu Paranaense | 1876                   | Curitiba                                       | 25° 25′ 39″ S, 49° 16′ 34″ O                              | bem tombado pela CPC-PR bem tombado pelo IPHAN                                                     |            |
|        | Museu de Arte Contemporânea do Paraná                                                                                  |                        | Curitiba                                       | 25° 25′ 59″ S, 49° 16′ 22″ O                              | bem tombado pela CPC-PR                                                                            |            |
|        | Palácio da Liberdade (Curitiba)                                                                                        |                        | Curitiba                                       | 25° 25′ 59″ S, 49° 16′ 03″ O                              | bem tombado pela CPC-PR                                                                            |            |
|        | Paço da Liberdade | 1916                   | Curitiba                                       | 25° 25′ 46″ S, 49° 16′ 11″ O                              | bem tombado pela CPC-PR                                                                            |            |
|        | Bosque do Capão da Imbuia                                                                                              |                        | Curitiba                                       | 25° 26′ 09″ S, 49° 13′ 11″ O                              | bem tombado pela CPC-PR                                                                            |            |
|        | Palácio São Francisco                                                                                                  |                        | Curitiba                                       | 25° 25′ 39″ S, 49° 16′ 34″ O                              | bem tombado pelo IPHAN                                                                             |            |
|        | Casarão dos Parolin |                        | Curitiba                                       | 25° 27′ 32″ S, 49° 16′ 04″ O                              | bem tombado pela CPC-PR                                                                            |            |
|        | Centro Acadêmico Hugo Simas                                                                                            | 11 de agosto de 1931   | Curitiba                                       | 25° 26′ 06″ S, 49° 16′ 13″ O                              | bem tombado pela CPC-PR                                                                            |            |
|        | Centro Cívico |                        | Curitiba                                       | 25° 24′ 50″ S, 49° 16′ 08″ O                              | bem tombado pela CPC-PR                                                                            |            |
|        | Palácio Garibaldi |                        | Curitiba                                       | 25° 25′ 39″ S, 49° 16′ 29″ O                              | bem tombado pela CPC-PR                                                                            |            |
|        | Casa João Luiz Bettega                                                                                                 |                        | Curitiba                                       | 25° 25′ 59″ S, 49° 15′ 24″ O                              | bem tombado pela CPC-PR                                                                            |            |
|        | Museu Paranaense: coleção etnográfica, arqueológica, histórica e artística                                             |                        | Curitiba                                       | 25° 25′ 39″ S, 49° 16′ 35″ O                              | bem tombado pelo IPHAN bem tombado pela CPC-PR                                                     |            |
|        | Praça Doutor João Cândido                                                                                              |                        | Curitiba                                       | 25° 25′ 37″ S, 49° 16′ 34″ O                              | bem tombado pela CPC-PR                                                                            |            |
|        | Paisagem Urbana do Trecho da Praça Osório, Avenida Luís Xavier, Rua XV de Novembro e Praça Santos Andrade              |                        | Curitiba                                       | 25° 25′ 50″ S, 49° 16′ 12″ O                              | bem tombado pela CPC-PR                                                                            |            |
|        | Árvore - Angico Branco                                                                                                 |                        | Curitiba                                       | 25° 27′ 04″ S, 49° 17′ 55″ O                              | bem tombado pela CPC-PR                                                                            |            |
|        | Árvore - Corticeira |                        | Curitiba                                       | 25° 26′ 39″ S, 49° 17′ 54″ O                              | bem tombado pela CPC-PR                                                                            |            |
|        | Árvore Paineira |                        | Curitiba                                       | 25° 24′ 07″ S, 49° 16′ 56″ O                              | bem tombado pela CPC-PR                                                                            |            |
|        | Árvore Tipuana |                        | Curitiba                                       | 25° 26′ 01″ S, 49° 16′ 55″ O                              | bem tombado pela CPC-PR                                                                            |            |
|        | Quatro Árvores Tipuana                                                                                                 |                        | Curitiba                                       | 25° 25′ 48″ S, 49° 16′ 29″ O                              | bem tombado pela CPC-PR                                                                            |            |
|        | Praça Eufrásio Correia                                                                                                 |                        | Curitiba                                       | 25° 26′ 10″ S, 49° 15′ 58″ O                              | bem tombado pela CPC-PR                                                                            |            |
|        | Árvore Ceboleira |                        | Curitiba                                       | 25° 27′ 22″ S, 49° 16′ 36″ O                              | bem tombado pela CPC-PR                                                                            |            |
|        | Parque Estadual João Paulo II                                                                                          | 1986                   | Curitiba                                       |                                                           | bem tombado pela CPC-PR                                                                            |            |
|        | Residência e Bosque na Avenida Batel                                                                                   |                        | Curitiba                                       | 25° 26′ 31″ S, 49° 17′ 28″ O                              | bem tombado pela CPC-PR                                                                            |            |
|        | Painel em Azulejos - Arthur Nísio                                                                                      |                        | Curitiba                                       | 25° 26′ 16″ S, 49° 16′ 16″ O                              | bem tombado pela CPC-PR                                                                            |            |
|        | Palacete do Batel |                        | Curitiba                                       | 25° 26′ 32″ S, 49° 17′ 11″ O                              | bem tombado pela CPC-PR                                                                            |            |
|        | Instituto Neo Pitagórico                                                                                               |                        | Curitiba                                       | 25° 27′ 32″ S, 49° 17′ 38″ O                              | bem tombado pela CPC-PR                                                                            |            |
|        | Imóvel situado no Largo Coronel Enéias, 30                                                                             |                        | Curitiba                                       | 25° 25′ 40″ S, 49° 16′ 19″ O                              | bem tombado pela CPC-PR                                                                            |            |
|        | Coleção do Museu Coronel David Carneiro                                                                                |                        | Curitiba                                       | 25° 25′ 39″ S, 49° 16′ 35″ O                              | bem tombado pela CPC-PR                                                                            |            |
|        | Antiga Sede da Universidade Federal do Paraná                                                                          |                        | Curitiba                                       | 25° 26′ 07″ S, 49° 16′ 43″ O                              | bem tombado pela CPC-PR                                                                            |            |
|        | Estação da Estrada de Ferro de Curitiba e Viaduto João Negrão                                                          |                        | Curitiba                                       | 25° 26′ 15″ S, 49° 15′ 57″ O                              | bem tombado pela CPC-PR                                                                            |            |
|        | Antigo Gimnásio Paranaense                                                                                             |                        | Curitiba                                       | 25° 25′ 47″ S, 49° 16′ 28″ O                              | bem tombado pela CPC-PR                                                                            |            |
|        | Panteon do Cemitério de Santa Felicidade                                                                               |                        | Curitiba                                       | 25° 24′ 06″ S, 49° 20′ 03″ O                              | bem tombado pela CPC-PR                                                                            |            |
|        | Casa Emílio Romani |                        | Curitiba                                       | 25° 26′ 16″ S, 49° 16′ 03″ O                              | bem tombado pela CPC-PR                                                                            |            |
|        | Casa Barão do Serro Azul                                                                                               |                        | Curitiba                                       | 25° 25′ 35″ S, 49° 16′ 13″ O                              | bem tombado pela CPC-PR                                                                            |            |
|        | Antiga Sede da Secretaria das Finanças do Estado do Paraná                                                             |                        | Curitiba                                       | 25° 25′ 47″ S, 49° 16′ 26″ O                              | bem tombado pela CPC-PR                                                                            |            |
|        | Sede da Câmara Municipal de Curitiba                                                                                   |                        | Curitiba                                       | 25° 26′ 10″ S, 49° 15′ 58″ O                              | bem tombado pela CPC-PR                                                                            |            |
|        | Antigo Palácio Wolff                                                                                                   |                        | Curitiba                                       | 25° 25′ 40″ S, 49° 16′ 25″ O                              | bem tombado pela CPC-PR                                                                            |            |
|        | Sobrado situado à Rua Barão do Rio Branco, 763                                                                         |                        | Curitiba                                       | 25° 26′ 12″ S, 49° 15′ 58″ O                              | bem tombado pela CPC-PR                                                                            |            |
|        | Sobrado situado à Rua Barão do Rio Branco, 773                                                                         |                        | Curitiba                                       | 25° 26′ 12″ S, 49° 15′ 58″ O                              | bem tombado pela CPC-PR                                                                            |            |
|        | Sobrado situado à Rua Barão do Rio Branco, 805                                                                         |                        | Curitiba                                       | 25° 26′ 13″ S, 49° 15′ 57″ O                              | bem tombado pela CPC-PR                                                                            |            |
|        | Sobrado situado à Rua Barão do Rio Branco, 823                                                                         |                        | Curitiba                                       | 25° 26′ 13″ S, 49° 15′ 57″ O                              | bem tombado pela CPC-PR                                                                            |            |
|        | Teatro 13 de Maio |                        | Curitiba                                       | 25° 25′ 37″ S, 49° 16′ 21″ O                              | bem tombado pela CPC-PR                                                                            |            |
|        | Reservatório do Alto São Francisco                                                                                     |                        | Curitiba                                       | 25° 25′ 29″ S, 49° 16′ 46″ O                              | bem tombado pela CPC-PR                                                                            |            |
|        | Burro Brabo |                        | Curitiba                                       | 25° 23′ 39″ S, 49° 13′ 46″ O                              | bem tombado pela CPC-PR                                                                            |            |
|        | Conjunto de Edifícios da Reitoria - Edifício D. Pedro I e D. Pedro II da UFPR                                          |                        | Curitiba                                       | 25° 26′ 18″ S, 49° 17′ 04″ O                              | bem tombado pela CPC-PR                                                                            |            |
|        | Edifício do Ministério Público - Sub-Sede da Avenida Marechal Floriano                                                 |                        | Curitiba                                       | 25° 26′ 27″ S, 49° 16′ 01″ O                              | bem tombado pela CPC-PR                                                                            |            |
|        | Palacete Leão Junior                                                                                                   |                        | Curitiba                                       | 25° 25′ 18″ S, 49° 15′ 57″ O                              | bem tombado pela CPC-PR                                                                            |            |
|        | Conjunto Urbano da Rua Comendador Araújo, no trecho compreendido entre a rua Desembargador Motta e a Rua Benjamin Lins |                        | Curitiba                                       | 25° 26′ 22″ S, 49° 16′ 58″ O                              | bem tombado pela CPC-PR                                                                            |            |
|        | Instituto de Educação do Paraná                                                                                        |                        | Curitiba                                       | 25° 25′ 59″ S, 49° 16′ 26″ O                              | bem tombado pela CPC-PR                                                                            |            |
|        | Manuscritos de Antonio Vieira dos Santos                                                                               |                        | Curitiba                                       | 25° 25′ 42″ S, 49° 15′ 50″ O                              | bem tombado pela CPC-PR                                                                            |            |
|        | Obras de Poty Lazarotto - Painéis e Murais - Curitiba                                                                  |                        | Curitiba                                       |                                                           | bem tombado pela CPC-PR                                                                            |            |
|        | Conjunto das obras de João Turin                                                                                       |                        | Curitiba                                       | 25° 25′ 00″ S, 49° 16′ 06″ O                              | bem tombado pela CPC-PR                                                                            |            |
|        | Antigo Grupo Escolar Cruz Machado                                                                                      |                        | Curitiba                                       | 25° 26′ 39″ S, 49° 17′ 32″ O                              | bem tombado pela CPC-PR                                                                            |            |
|        | Antigo Grupo Escolar Dom Pedro II                                                                                      |                        | Curitiba                                       | 25° 26′ 50″ S, 49° 17′ 48″ O                              | bem tombado pela CPC-PR                                                                            |            |
|        | Colégio Estadual Lysímaco Ferreira da Costa                                                                            |                        | Curitiba                                       | 25° 26′ 59″ S, 49° 17′ 27″ O                              | bem tombado pela CPC-PR                                                                            |            |
|        | Edifício Oswaldo Pacheco de Lacerda                                                                                    |                        | Curitiba                                       | 25° 26′ 25″ S, 49° 15′ 58″ O                              | bem tombado pela CPC-PR                                                                            |            |
|        | Depósito de Locomotivas de Curitiba                                                                                    |                        | Curitiba                                       | 25° 26′ 14″ S, 49° 15′ 34″ O                              | bem tombado pela CPC-PR bem tombado pelo IPHAN                                                     |            |
|        | Antigo Grupo Escolar Doutor Xavier da Silva                                                                            |                        | Curitiba                                       | 25° 26′ 24″ S, 49° 16′ 02″ O                              | bem tombado pela CPC-PR                                                                            |            |
|        | Templo Evangélico Luterano                                                                                             |                        | Curitiba                                       | 25° 25′ 26″ S, 49° 16′ 21″ O                              | bem tombado pela CPC-PR                                                                            |            |
|        | Acervo da Discoteca da E-Paraná                                                                                        |                        | Curitiba                                       | 25° 24′ 59″ S, 49° 17′ 18″ O                              | bem tombado pela CPC-PR                                                                            |            |
|        | Museu Ferroviário de Curitiba                                                                                          |                        | Curitiba                                       | 25° 26′ 15″ S, 49° 15′ 57″ O                              | bem tombado pelo IPHAN                                                                             |            |
|        | Antigo Hotel Roma |                        | Curitiba                                       | 25° 26′ 13″ S, 49° 15′ 57″ O                              | bem tombado pela CPC-PR                                                                            |            |
|        | Antigo Hotel Tassi |                        | Curitiba                                       | 25° 26′ 13″ S, 49° 15′ 57″ O                              | bem tombado pela CPC-PR                                                                            |            |
|        | Casa do Barão |                        | Curitiba                                       | 25° 26′ 12″ S, 49° 15′ 58″ O                              | bem tombado pela CPC-PR                                                                            |            |
|        | Casa Gomm e Bosque |                        | Curitiba                                       | 25° 26′ 38″ S, 49° 17′ 23″ O                              | bem tombado pela CPC-PR                                                                            |            |
|        | Hotel Broto |                        | Curitiba                                       | 25° 26′ 12″ S, 49° 15′ 58″ O                              | bem tombado pela CPC-PR                                                                            |            |
|        | Imóvel à Rua Mateus Leme, nº 365 e 369                                                                                 |                        | Curitiba                                       | 25° 25′ 28″ S, 49° 16′ 17″ O                              | bem tombado pela CPC-PR                                                                            |            |
|        | Rio Branco palace |                        | Curitiba                                       | 25° 26′ 11″ S, 49° 16′ 08″ O                              | bem tombado pela CPC-PR                                                                            |            |
|        | Depósito / Garagem de Automotrizes                                                                                     |                        | Curitiba                                       |                                                           | bem tombado pelo IPHAN                                                                             |            |
|        | Edifício Engenheiro Teixeira Soares                                                                                    |                        | Curitiba                                       |                                                           | bem tombado pelo IPHAN                                                                             |            |
|        | Garagem de Automotrizes de Curitiba                                                                                    |                        | Curitiba                                       |                                                           | bem tombado pelo IPHAN                                                                             |            |
|        | Prédio da Escola Municipal Durival de Brito                                                                            |                        | Curitiba                                       | 25° 26′ 54″ S, 49° 12′ 57″ O                              | bem tombado pelo IPHAN                                                                             |            |
|        | Quilombo Água Morna |                        | Curiúva                                        | 24° 01′ 19″ S, 50° 26′ 52″ O                              | quilombo tombado pela Constituição Federal do Brasil de 1988                                       |            |
|        | Quilombo Guajuvira |                        | Curiúva                                        | 24° 03′ 21″ S, 50° 27′ 42″ O                              | quilombo tombado pela Constituição Federal do Brasil de 1988                                       |            |
|        | Quilombo Varzeão |                        | Doutor Ulysses                                 | 24° 33′ 43″ S, 49° 25′ 33″ O                              | quilombo tombado pela Constituição Federal do Brasil de 1988                                       |            |
|        | Parque Nacional do Iguaçu                                                                                              | 10 de janeiro de 1939  | Foz do Iguaçu Paraná                           | 25° 41′ 00″ S, 54° 26′ 00″ O 25° 30′ S, 53° 48′ O         | Património Mundial da Unesco                                                                       |            |
|        | Obras de Poty Lazarotto - Painéis e Murais - Foz do Iguaçu                                                             |                        | Foz do Iguaçu                                  | 25° 24′ 51″ S, 54° 35′ 11″ O                              | bem tombado pela CPC-PR                                                                            |            |
|        | Casa do Visconde de Guarapuava                                                                                         |                        | Guarapuava                                     | 25° 23′ 35″ S, 51° 27′ 54″ O                              | bem tombado pela CPC-PR                                                                            |            |
|        | Ilha de Superagüi |                        | Guaraqueçaba                                   | 25° 20′ 48″ S, 48° 12′ 10″ O                              | bem tombado pela CPC-PR                                                                            |            |
|        | Serra do Mar - Porção Territorial no Município de Guaraqueçaba                                                         |                        | Guaraqueçaba                                   |                                                           | bem tombado pela CPC-PR                                                                            |            |
|        | Quilombo Batuva |                        | Guaraqueçaba                                   | 25° 17′ 51″ S, 48° 12′ 00″ O                              | quilombo tombado pela Constituição Federal do Brasil de 1988                                       |            |
|        | Quilombo Rio Verde |                        | Guaraqueçaba                                   | 25° 16′ 39″ S, 48° 21′ 00″ O                              | quilombo tombado pela Constituição Federal do Brasil de 1988                                       |            |
|        | Igreja Matriz de Nossa Senhora do Bom Sucesso                                                                          |                        | Guaratuba                                      | 25° 52′ 26″ S, 48° 34′ 31″ O                              | Património de Influência Portuguesa (base de dados) bem tombado pelo IPHAN bem tombado pela CPC-PR |            |
|        | Prédio na Avenida Coronel Afonso Botelho, esquina com a rua Professor Gratulino                                        |                        | Guaratuba                                      | 25° 52′ 22″ S, 48° 34′ 35″ O                              | bem tombado pela CPC-PR                                                                            |            |
|        | Serra do Mar - Porção Territorial no Município de Guaratuba                                                            |                        | Guaratuba                                      |                                                           | bem tombado pela CPC-PR                                                                            |            |
|        | Quilombo Manoel Ciriáco dos Santos                                                                                     |                        | Guaíra                                         | 24° 03′ 46″ S, 54° 13′ 14″ O                              | quilombo tombado pela Constituição Federal do Brasil de 1988                                       |            |
|        | Estação Ferroviária de Ibiporã                                                                                         |                        | Ibiporã                                        | 23° 16′ 17″ S, 51° 02′ 37″ O                              | bem tombado pela CPC-PR bem tombado pelo IPHAN                                                     |            |
|        | Casa Ferroviária em Alvenaria I                                                                                        |                        | Ibiporã                                        | 23° 16′ 16″ S, 51° 02′ 39″ O                              | bem tombado pelo IPHAN                                                                             |            |
|        | Casa Ferroviária em Alvenaria III                                                                                      |                        | Ibiporã                                        | 23° 16′ 16″ S, 51° 02′ 38″ O                              | bem tombado pelo IPHAN                                                                             |            |
|        | Casa Ferroviária em Alvenaria IV                                                                                       |                        | Ibiporã                                        |                                                           | bem tombado pelo IPHAN                                                                             |            |
|        | Casa Ferroviária em Madeira II                                                                                         |                        | Ibiporã                                        | 23° 16′ 16″ S, 51° 02′ 39″ O                              | bem tombado pelo IPHAN                                                                             |            |
|        | Antiga Estação Ferroviária em Alvenaria de Góes Artigas                                                                |                        | Inácio Martins                                 | 25° 28′ 22″ S, 51° 14′ 22″ O                              | bem tombado pelo IPHAN                                                                             |            |
|        | Casa Ferroviária em Alvenaria III                                                                                      |                        | Inácio Martins                                 | 25° 28′ 20″ S, 51° 14′ 26″ O                              | bem tombado pelo IPHAN                                                                             |            |
|        | Casa Ferroviária em Alvenaria IV                                                                                       |                        | Inácio Martins                                 | 25° 28′ 20″ S, 51° 14′ 26″ O                              | bem tombado pelo IPHAN                                                                             |            |
|        | Casa Ferroviária em Alvenaria IX                                                                                       |                        | Inácio Martins                                 | 25° 28′ 19″ S, 51° 14′ 27″ O                              | bem tombado pelo IPHAN                                                                             |            |
|        | Casa Ferroviária em Alvenaria V                                                                                        |                        | Inácio Martins                                 | 25° 28′ 20″ S, 51° 14′ 27″ O                              | bem tombado pelo IPHAN                                                                             |            |
|        | Casa Ferroviária em Alvenaria VI                                                                                       |                        | Inácio Martins                                 | 25° 28′ 19″ S, 51° 14′ 27″ O                              | bem tombado pelo IPHAN                                                                             |            |
|        | Casa Ferroviária em Alvenaria VII                                                                                      |                        | Inácio Martins                                 | 25° 28′ 19″ S, 51° 14′ 27″ O                              | bem tombado pelo IPHAN                                                                             |            |
|        | Casa Ferroviária em Alvenaria VIII                                                                                     |                        | Inácio Martins                                 | 25° 28′ 19″ S, 51° 14′ 27″ O                              | bem tombado pelo IPHAN                                                                             |            |
|        | Casa Ferroviária em Alvenaria X                                                                                        |                        | Inácio Martins                                 | 25° 28′ 18″ S, 51° 14′ 28″ O                              | bem tombado pelo IPHAN                                                                             |            |
|        | Casa Ferroviária em Alvenaria XI                                                                                       |                        | Inácio Martins                                 | 25° 28′ 18″ S, 51° 14′ 28″ O                              | bem tombado pelo IPHAN                                                                             |            |
|        | Casa Ferroviária em Alvenaria XII                                                                                      |                        | Inácio Martins                                 | 25° 28′ 15″ S, 51° 14′ 32″ O                              | bem tombado pelo IPHAN                                                                             |            |
|        | Casa Ferroviária em Alvenaria XIII                                                                                     |                        | Inácio Martins                                 | 25° 28′ 15″ S, 51° 14′ 33″ O                              | bem tombado pelo IPHAN                                                                             |            |
|        | Casa Ferroviária em Alvenaria XIV                                                                                      |                        | Inácio Martins                                 | 25° 28′ 15″ S, 51° 14′ 33″ O                              | bem tombado pelo IPHAN                                                                             |            |
|        | Casa Ferroviária em Alvenaria XV                                                                                       |                        | Inácio Martins                                 | 25° 28′ 14″ S, 51° 14′ 33″ O                              | bem tombado pelo IPHAN                                                                             |            |
|        | Grupo Escolar Dr. Claudino Dos Santos                                                                                  |                        | Ipiranga                                       | 25° 01′ 24″ S, 50° 35′ 08″ O                              | bem tombado pela CPC-PR                                                                            |            |
|        | Casa-Sede da Fazenda Florestal                                                                                         |                        | Irati Paraná                                   | 25° 27′ 23″ S, 50° 35′ 03″ O                              | bem tombado pela CPC-PR                                                                            |            |
|        | Sítio Arqueológico da Redução Jesuítica de Nossa Senhora de Loreto                                                     |                        | Itaguajé                                       | 22° 32′ 41″ S, 52° 01′ 01″ O                              | bem tombado pela CPC-PR                                                                            |            |
|        | Quilombo Rio do Meio                                                                                                   |                        | Ivaí                                           | 25° 00′ 43″ S, 50° 50′ 35″ O                              | quilombo tombado pela Constituição Federal do Brasil de 1988                                       |            |
|        | Quilombo São Roque |                        | Ivaí                                           | 25° 00′ 16″ S, 50° 52′ 09″ O                              | quilombo tombado pela Constituição Federal do Brasil de 1988                                       |            |
|        | Pinturas Murais Eugênio de Proença Sigaud                                                                              |                        | Jacarezinho                                    | 23° 09′ 39″ S, 49° 58′ 29″ O                              | bem tombado pela CPC-PR                                                                            |            |
|        | Estação Ferroviária de Jacarezinho                                                                                     |                        | Jacarezinho                                    | 23° 09′ 12″ S, 49° 57′ 56″ O                              | bem tombado pela CPC-PR                                                                            |            |
|        | Estação Ferroviária de Marques dos Reis                                                                                |                        | Jacarezinho                                    | 23° 00′ 43″ S, 49° 54′ 38″ O                              | bem tombado pela CPC-PR                                                                            |            |
|        | Igreja do Bom Jesus da Pedra Fria                                                                                      |                        | Jaguariaíva                                    | 24° 14′ 52″ S, 49° 42′ 24″ O                              | bem tombado pela CPC-PR                                                                            |            |
|        | Edifício-Sede da Prefeitura Municipal de Jaguariaíva                                                                   |                        | Jaguariaíva Paraná                             | 24° 14′ 58″ S, 49° 42′ 21″ O                              | bem tombado pela CPC-PR                                                                            |            |
|        | Estação Ferroviária de Jaguariaíva                                                                                     |                        | Jaguariaíva                                    | 24° 15′ 22″ S, 49° 42′ 47″ O                              | bem tombado pela CPC-PR bem tombado pelo IPHAN                                                     |            |
|        | Grupo Escolar Izabel Branco                                                                                            |                        | Jaguariaíva                                    | 24° 14′ 41″ S, 49° 42′ 15″ O                              | bem tombado pela CPC-PR                                                                            |            |
|        | Estação Ferroviária de Joaquim Távora                                                                                  |                        | Joaquim Távora                                 | 23° 29′ 59″ S, 49° 55′ 17″ O                              | bem tombado pela CPC-PR                                                                            |            |
|        | Caminho das Tropas |                        | Lapa                                           | 25° 47′ 20″ S, 49° 52′ 05″ O                              | Património de Influência Portuguesa (base de dados)                                                |            |
|        | Casa de Câmara e Cadeia                                                                                                |                        | Lapa                                           | 25° 46′ 17″ S, 49° 43′ 00″ O                              | bem tombado pelo IPHAN Património de Influência Portuguesa (base de dados)                         |            |
|        | Lapa, PR: conjunto arquitetônico e paisagístico                                                                        |                        | Lapa                                           | 25° 46′ 04″ S, 49° 43′ 01″ O                              | bem tombado pelo IPHAN bem tombado pela CPC-PR                                                     |            |
|        | Teatro São João |                        | Lapa                                           | 25° 46′ 05″ S, 49° 43′ 02″ O                              | bem tombado pela CPC-PR bem tombado pelo IPHAN                                                     |            |
|        | Imóvel situado à Rua Barão do Rio Branco, esquina com a rua Barão dos Campos Gerais                                    |                        | Lapa                                           | 25° 46′ 12″ S, 49° 43′ 05″ O                              | bem tombado pela CPC-PR                                                                            |            |
|        | Igreja Santo Antônio - Matriz da Lapa                                                                                  |                        | Lapa                                           | 25° 46′ 03″ S, 49° 43′ 00″ O                              | bem tombado pela CPC-PR bem tombado pelo IPHAN Património de Influência Portuguesa (base de dados) |            |
|        | Casa do Coronel Lacerda                                                                                                |                        | Lapa                                           | 25° 46′ 06″ S, 49° 42′ 58″ O                              | bem tombado pela CPC-PR                                                                            |            |
|        | Imóvel situado à Rua Embaixador Hipólito Alves de Araújo, esquina com a rua Barão do Rio Branco                        |                        | Lapa                                           | 25° 46′ 01″ S, 49° 43′ 08″ O                              | bem tombado pela CPC-PR                                                                            |            |
|        | Setor Histórico da Lapa                                                                                                |                        | Lapa                                           | 25° 46′ 04″ S, 49° 43′ 01″ O                              | bem tombado pela CPC-PR                                                                            |            |
|        | Estação Ferroviária da Lapa                                                                                            |                        | Lapa                                           | 25° 46′ 04″ S, 49° 44′ 18″ O                              | bem tombado pela CPC-PR bem tombado pelo IPHAN                                                     |            |
|        | Monumento ao Tropeiro                                                                                                  | 19 de setembro de 1965 | Lapa                                           | 25° 45′ 09″ S, 49° 43′ 28″ O                              | bem tombado pela CPC-PR                                                                            |            |
|        | Imóvel do antigo Museu das Armas                                                                                       |                        | Lapa                                           | 25° 46′ 12″ S, 49° 43′ 04″ O                              | bem tombado pela CPC-PR                                                                            |            |
|        | Casa Vermelha |                        | Lapa                                           | 25° 46′ 01″ S, 49° 43′ 08″ O                              | bem tombado pela CPC-PR                                                                            |            |
|        | Quilombo Feixo |                        | Lapa                                           | 25° 47′ 00″ S, 49° 42′ 06″ O                              | quilombo tombado pela Constituição Federal do Brasil de 1988                                       |            |
|        | Quilombo Restinga |                        | Lapa                                           | 25° 45′ 42″ S, 49° 45′ 17″ O                              | quilombo tombado pela Constituição Federal do Brasil de 1988                                       |            |
|        | Quilombo Vila Esperança de Mariental                                                                                   |                        | Lapa                                           | 25° 43′ 47″ S, 49° 43′ 28″ O                              | quilombo tombado pela Constituição Federal do Brasil de 1988                                       |            |
|        | Antiga Estação Ferroviária de Lavrinha                                                                                 |                        | Lapa                                           | 25° 55′ 54″ S, 49° 44′ 43″ O                              | bem tombado pelo IPHAN                                                                             |            |
|        | Armazém da Antiga Estação Ferroviária                                                                                  |                        | Lapa                                           |                                                           | bem tombado pelo IPHAN                                                                             |            |
|        | Residência do Vice-Governador do Território do Iguaçu                                                                  |                        | Laranjeiras do Sul                             | 25° 24′ 09″ S, 52° 24′ 36″ O                              | bem tombado pela CPC-PR                                                                            |            |
|        | Cine Teatro Ouro Verde                                                                                                 |                        | Londrina                                       | 23° 18′ 39″ S, 51° 09′ 30″ O                              | bem tombado pela CPC-PR                                                                            |            |
|        | Praça Rocha Pombo |                        | Londrina                                       | 23° 18′ 32″ S, 51° 09′ 34″ O                              | bem tombado pela CPC-PR                                                                            |            |
|        | Antiga Estação Rodoviária                                                                                              |                        | Londrina                                       | 23° 18′ 35″ S, 51° 09′ 35″ O                              | bem tombado pela CPC-PR                                                                            |            |
|        | Palacete da Família Garcia                                                                                             |                        | Londrina                                       | 23° 18′ 39″ S, 51° 09′ 57″ O                              | bem tombado pela CPC-PR                                                                            |            |
|        | Antiga Casa da Criança                                                                                                 |                        | Londrina                                       | 23° 18′ 45″ S, 51° 09′ 29″ O                              | bem tombado pela Prefeitura Municipal de Londrina                                                  |            |
|        | Igreja do Arcanjo Miguel                                                                                               |                        | Mallet                                         | 25° 57′ 06″ S, 50° 48′ 26″ O                              | bem tombado pela CPC-PR                                                                            |            |
|        | Antiga Estação Ferroviária de Mandaguari                                                                               |                        | Mandaguari                                     | 23° 31′ 23″ S, 51° 40′ 50″ O                              | bem tombado pelo IPHAN                                                                             |            |
|        | Armazém I da Antiga Estação Ferroviária                                                                                |                        | Mandaguari                                     | 23° 31′ 19″ S, 51° 40′ 52″ O                              | bem tombado pelo IPHAN                                                                             |            |
|        | Armazém II da Antiga Estação Ferroviária                                                                               |                        | Mandaguari                                     |                                                           | bem tombado pelo IPHAN                                                                             |            |
|        | Casa Ferroviária I |                        | Mandaguari                                     |                                                           | bem tombado pelo IPHAN                                                                             |            |
|        | Casa Ferroviária II |                        | Mandaguari                                     |                                                           | bem tombado pelo IPHAN                                                                             |            |
|        | Casa Ferroviária III                                                                                                   |                        | Mandaguari                                     |                                                           | bem tombado pelo IPHAN                                                                             |            |
|        | Casa Ferroviária IV |                        | Mandaguari                                     |                                                           | bem tombado pelo IPHAN                                                                             |            |
|        | Pátio da Estação Ferroviária de Mandaguari                                                                             |                        | Mandaguari                                     | 23° 31′ 25″ S, 51° 40′ 49″ O                              | bem tombado pelo IPHAN                                                                             |            |
|        | Edifício do Hotel Bandeirantes Maringá                                                                                 |                        | Maringá                                        | 23° 25′ 30″ S, 51° 56′ 22″ O                              | bem tombado pela CPC-PR                                                                            |            |
|        | Obras de Poty Lazarotto - Painéis e Murais - Maringá                                                                   |                        | Maringá                                        |                                                           | bem tombado pela CPC-PR                                                                            |            |
|        | Capela Santa Cruz |                        | Maringá                                        | 23° 25′ 22″ S, 51° 57′ 17″ O                              | bem tombado pela CPC-PR                                                                            |            |
|        | Capela São Bonifácio                                                                                                   |                        | Maringá                                        | 23° 28′ 28″ S, 51° 55′ 14″ O                              | bem tombado pela CPC-PR                                                                            |            |
|        | Paisagem da Orla Marítima de Matinhos                                                                                  |                        | Matinhos                                       | 25° 51′ 01″ S, 48° 32′ 43″ O                              | bem tombado pela CPC-PR                                                                            |            |
|        | Serra do Mar - Porção Territorial no Município de Matinhos                                                             |                        | Matinhos                                       |                                                           | bem tombado pela CPC-PR                                                                            |            |
|        | Parque Nacional de Ilha Grande                                                                                         | 30 de setembro de 1997 | Mato Grosso do Sul Paraná                      | 23° 24′ 00″ S, 53° 49′ 00″ O                              | sítio Ramsar                                                                                       |            |
|        | Busto de Rocha Pombo                                                                                                   |                        | Morretes                                       | 25° 28′ 46″ S, 48° 49′ 59″ O                              | escultura listada no banco de dados do museu MuBE Virtual                                          |            |
|        | Igreja de São Sebastião de Porto de Cima                                                                               |                        | Morretes                                       | 25° 26′ 14″ S, 48° 52′ 36″ O                              | bem tombado pela CPC-PR                                                                            |            |
|        | Casa de Rocha Pombo |                        | Morretes                                       | 25° 28′ 33″ S, 48° 49′ 57″ O                              | bem tombado pela CPC-PR                                                                            |            |
|        | Igreja de São Benedito                                                                                                 |                        | Morretes                                       | 25° 28′ 36″ S, 48° 50′ 05″ O                              | bem tombado pela CPC-PR                                                                            |            |
|        | Residência em Alvenaria                                                                                                |                        | Morretes                                       | 25° 26′ 15″ S, 48° 52′ 34″ O                              | bem tombado pela CPC-PR                                                                            |            |
|        | Serra do Mar - Porção Territorial no Município de Morretes                                                             |                        | Morretes                                       |                                                           | bem tombado pela CPC-PR                                                                            |            |
|        | Residência Dona Siroba                                                                                                 |                        | Morretes                                       | 25° 26′ 15″ S, 48° 52′ 35″ O                              | bem tombado pela CPC-PR                                                                            |            |
|        | Estação Morretes |                        | Morretes                                       | 25° 28′ 47″ S, 48° 50′ 02″ O                              | bem tombado pelo IPHAN                                                                             |            |
|        | Casa de Pernoite em Alvenaria                                                                                          |                        | Morretes                                       |                                                           | bem tombado pelo IPHAN                                                                             |            |
|        | Casa Ferroviária em Alvenaria I                                                                                        |                        | Morretes                                       | 25° 28′ 45″ S, 48° 50′ 04″ O                              | bem tombado pelo IPHAN                                                                             |            |
|        | Casa Ferroviária em Alvenaria II                                                                                       |                        | Morretes                                       | 25° 28′ 46″ S, 48° 50′ 03″ O                              | bem tombado pelo IPHAN                                                                             |            |
|        | Casa Ferroviária em Alvenaria III                                                                                      |                        | Morretes                                       | 25° 28′ 46″ S, 48° 50′ 03″ O                              | bem tombado pelo IPHAN                                                                             |            |
|        | Casa Ferroviária em Alvenaria IV                                                                                       |                        | Morretes                                       | 25° 28′ 47″ S, 48° 50′ 02″ O                              | bem tombado pelo IPHAN                                                                             |            |
|        | Casa Ferroviária em Alvenaria V                                                                                        |                        | Morretes                                       | 25° 28′ 48″ S, 48° 50′ 02″ O                              | bem tombado pelo IPHAN                                                                             |            |
|        | Casa Ferroviária em Alvenaria VI                                                                                       |                        | Morretes                                       |                                                           | bem tombado pelo IPHAN                                                                             |            |
|        | Casa Ferroviária em Alvenaria VII                                                                                      |                        | Morretes                                       |                                                           | bem tombado pelo IPHAN                                                                             |            |
|        | Casa Ferroviária em Alvenaria VIII                                                                                     |                        | Morretes                                       |                                                           | bem tombado pelo IPHAN                                                                             |            |
|        | Obras de Poty Lazarotto - Painéis e Murais - Palmas                                                                    |                        | Palmas                                         |                                                           | bem tombado pela CPC-PR                                                                            |            |
|        | Quilombo Adelaide Maria Trindade Batista                                                                               |                        | Palmas                                         | 25° 47′ 00″ S, 49° 41′ 57″ O                              | quilombo tombado pela Constituição Federal do Brasil de 1988                                       |            |
|        | Quilombo Castorina Maria da Conceição                                                                                  |                        | Palmas                                         | 25° 45′ 43″ S, 49° 45′ 48″ O                              | quilombo tombado pela Constituição Federal do Brasil de 1988                                       |            |
|        | Quilombo Tobias Ferreira                                                                                               |                        | Palmas                                         | 25° 44′ 23″ S, 49° 40′ 55″ O                              | quilombo tombado pela Constituição Federal do Brasil de 1988                                       |            |
|        | Casa Fazenda Cancela                                                                                                   |                        | Palmeira                                       | 25° 25′ 26″ S, 49° 49′ 16″ O                              | bem tombado pela CPC-PR                                                                            |            |
|        | Solar Conselheiro Jesuíno Marcondes de Oliveira e Sá                                                                   |                        | Palmeira                                       | 25° 24′ 51″ S, 49° 59′ 51″ O                              | bem tombado pela CPC-PR                                                                            |            |
|        | Arquibancada de Madeira do Ypiranga Football Club                                                                      |                        | Palmeira                                       | 25° 25′ 11″ S, 50° 00′ 15″ O                              | bem tombado pela CPC-PR                                                                            |            |
|        | Capela Nossa Senhora das Neves                                                                                         |                        | Palmeira                                       | 25° 18′ 03″ S, 49° 49′ 42″ O                              | bem tombado pela CPC-PR                                                                            |            |
|        | Solar Mandaçaia |                        | Palmeira                                       |                                                           | bem tombado pela CPC-PR                                                                            |            |
|        | Imóvel em Madeira e Alvenaria situado à Rua Max Wolff                                                                  |                        | Palmeira                                       | 25° 25′ 12″ S, 49° 59′ 43″ O                              | bem tombado pela CPC-PR                                                                            |            |
|        | Prédio da Antiga Coletoria                                                                                             |                        | Palmeira                                       | 25° 25′ 10″ S, 49° 59′ 59″ O                              | bem tombado pela CPC-PR                                                                            |            |
|        | Sítio Geológico - Estrias Glaciais de Witmarsum                                                                        |                        | Palmeira                                       | 25° 25′ 21″ S, 49° 49′ 20″ O                              | bem tombado pela CPC-PR                                                                            |            |
|        | Ilha do Mel |                        | Paranaguá                                      | 25° 30′ 42″ S, 48° 20′ 20″ O                              | bem tombado pela CPC-PR                                                                            |            |
|        | Casa Elfrida Lobo |                        | Paranaguá                                      | 25° 31′ 13″ S, 48° 30′ 30″ O                              | bem tombado pela CPC-PR                                                                            |            |
|        | Fortaleza de Nossa Senhora dos Prazeres de Paranaguá                                                                   | 1767                   | Paranaguá                                      | 25° 30′ 41″ S, 48° 18′ 45″ O                              | bem tombado pelo IPHAN Património de Influência Portuguesa (base de dados) bem tombado pela CPC-PR |            |
|        | Serra do Mar - Porção Territorial no Município de Paranaguá                                                            |                        | Paranaguá                                      |                                                           | bem tombado pela CPC-PR                                                                            |            |
|        | Igreja da Irmandade de São Benedito                                                                                    |                        | Paranaguá                                      | 25° 31′ 23″ S, 48° 30′ 39″ O                              | bem tombado pela CPC-PR bem tombado pelo IPHAN Património de Influência Portuguesa (base de dados) |            |
|        | Fonte Velha |                        | Paranaguá                                      | 25° 31′ 25″ S, 48° 30′ 40″ O                              | bem tombado pela CPC-PR                                                                            |            |
|        | Crucifixo Processional                                                                                                 |                        | Paranaguá                                      | 25° 31′ 22″ S, 48° 30′ 39″ O                              | bem tombado pela CPC-PR                                                                            |            |
|        | Nossa Senhora da Candelária - Imagem                                                                                   |                        | Paranaguá                                      | 25° 31′ 23″ S, 48° 30′ 39″ O                              | bem tombado pela CPC-PR                                                                            |            |
|        | Imagem de Santa Luzia                                                                                                  |                        | Paranaguá                                      | 25° 31′ 23″ S, 48° 30′ 40″ O                              | bem tombado pela CPC-PR                                                                            |            |
|        | Santa Efigênia - Imagem                                                                                                |                        | Paranaguá                                      | 25° 31′ 23″ S, 48° 30′ 39″ O                              | bem tombado pela CPC-PR                                                                            |            |
|        | Imagem de São Benedito                                                                                                 |                        | Paranaguá                                      | 25° 31′ 23″ S, 48° 30′ 39″ O                              | bem tombado pela CPC-PR                                                                            |            |
|        | Nossa Senhora do Rosário - Imagem                                                                                      |                        | Paranaguá                                      | 25° 31′ 23″ S, 48° 30′ 39″ O                              | bem tombado pela CPC-PR                                                                            |            |
|        | Antigo Palácio Visconde de Nácar                                                                                       |                        | Paranaguá                                      | 25° 31′ 02″ S, 48° 30′ 14″ O                              | bem tombado pela CPC-PR                                                                            |            |
|        | Igreja Nossa Senhora do Santíssimo - Matriz de Paranaguá                                                               |                        | Paranaguá                                      | 25° 31′ 16″ S, 48° 30′ 33″ O                              | bem tombado pela CPC-PR                                                                            |            |
|        | Antigo Colégio dos Jesuítas                                                                                            |                        | Paranaguá                                      | 25° 31′ 18″ S, 48° 30′ 24″ O                              | bem tombado pela CPC-PR bem tombado pelo IPHAN Património de Influência Portuguesa (base de dados) |            |
|        | Casa onde moraram Brasílio Itiberê e Monsenhor Celso                                                                   |                        | Paranaguá                                      | 25° 31′ 18″ S, 48° 30′ 30″ O                              | bem tombado pela CPC-PR                                                                            |            |
|        | Casa situada à Praça Monsenhor Celso, 106                                                                              |                        | Paranaguá                                      | 25° 31′ 18″ S, 48° 30′ 30″ O                              | bem tombado pela CPC-PR                                                                            |            |
|        | Estação Ferroviária de Paranaguá                                                                                       |                        | Paranaguá                                      | 25° 31′ 00″ S, 48° 30′ 24″ O                              | bem tombado pela CPC-PR bem tombado pelo IPHAN                                                     |            |
|        | Setor Histórico de Paranaguá                                                                                           |                        | Paranaguá                                      | 25° 31′ 10″ S, 48° 30′ 16″ O                              | bem tombado pela CPC-PR                                                                            |            |
|        | Jazigo da Familia Correia                                                                                              |                        | Paranaguá                                      | 25° 31′ 17″ S, 48° 31′ 00″ O                              | bem tombado pela CPC-PR                                                                            |            |
|        | Instituto de Educação Doutor Caetano Munhoz da Rocha                                                                   |                        | Paranaguá                                      | 25° 30′ 57″ S, 48° 30′ 32″ O                              | bem tombado pela CPC-PR                                                                            |            |
|        | Antiga Alfândega de Paranaguá                                                                                          |                        | Paranaguá                                      | 25° 30′ 19″ S, 48° 31′ 03″ O                              | bem tombado pela CPC-PR                                                                            |            |
|        | Originais da Obra Memória Histórica da Cidade                                                                          |                        | Paranaguá                                      | 25° 31′ 19″ S, 48° 30′ 26″ O                              | bem tombado pela CPC-PR                                                                            |            |
|        | Estação Ferroviária de Alexandra                                                                                       |                        | Paranaguá                                      | 25° 33′ 17″ S, 48° 37′ 37″ O                              | bem tombado pela CPC-PR                                                                            |            |
|        | Obras de Poty Lazarotto - Painéis e Murais - Paranaguá                                                                 |                        | Paranaguá                                      |                                                           | bem tombado pela CPC-PR                                                                            |            |
|        | Igreja da Ordem Terceira de São Francisco das Chagas                                                                   | 1794                   | Paranaguá                                      | 25° 31′ 09″ S, 48° 30′ 17″ O                              | bem tombado pela CPC-PR bem tombado pelo IPHAN Património de Influência Portuguesa (base de dados) |            |
|        | Estação Ecológica de Guaraqueçaba                                                                                      | 1982                   | Paraná                                         | 25° 14′ 40″ S, 48° 23′ 01″ O                              | parte do Património Mundial                                                                        |            |
|        | Parque Nacional do Superagui                                                                                           | 1989                   | Paraná                                         | 25° 20′ 00″ S, 48° 10′ 00″ O 25° 25′ 10″ S, 48° 13′ 09″ O | parte do Património Mundial                                                                        |            |
|        | Parque Estadual da Graciosa                                                                                            | 1990                   | Paraná                                         | 25° 23′ 06″ S, 48° 55′ 30″ O                              | parte do Património Mundial                                                                        |            |
|        | Reserva Particular do Patrimônio Natural Salto Morato                                                                  |                        | Paraná Guaraqueçaba                            | 25° 10′ 54″ S, 48° 17′ 52″ O                              | parte do Património Mundial                                                                        |            |
|        | Conjunto Marumbi |                        | Paraná                                         | 25° 27′ 02″ S, 48° 54′ 58″ O                              | parte do Património Mundial                                                                        |            |
|        | Parque Estadual das Lauráceas                                                                                          | 1979                   | Paraná                                         | 24° 51′ 22″ S, 48° 43′ 04″ O                              | parte do Património Mundial                                                                        |            |
|        | Estação Ecológica da Ilha do Mel                                                                                       | 1982                   | Paraná                                         | 25° 30′ 39″ S, 48° 20′ 36″ O                              | parte do Património Mundial                                                                        |            |
|        | Estação Ecológica do Guaraguaçu                                                                                        | 1992                   | Paraná                                         | 25° 37′ 18″ S, 48° 30′ 21″ O                              | parte do Património Mundial                                                                        |            |
|        | Antiga Estação Ferroviária de Paulo Frontin                                                                            |                        | Paulo Frontin                                  | 26° 02′ 16″ S, 50° 50′ 14″ O                              | bem tombado pelo IPHAN                                                                             |            |
|        | Casa Ferroviária em Alvenaria I                                                                                        |                        | Paulo Frontin                                  | 26° 02′ 18″ S, 50° 50′ 14″ O                              | bem tombado pelo IPHAN                                                                             |            |
|        | Casa Ferroviária em Alvenaria II                                                                                       |                        | Paulo Frontin                                  | 26° 02′ 18″ S, 50° 50′ 14″ O                              | bem tombado pelo IPHAN                                                                             |            |
|        | Casa Ferroviária em Alvenaria III                                                                                      |                        | Paulo Frontin                                  | 26° 02′ 20″ S, 50° 50′ 13″ O                              | bem tombado pelo IPHAN                                                                             |            |
|        | Casa Ferroviária em Alvenaria IV                                                                                       |                        | Paulo Frontin                                  |                                                           | bem tombado pelo IPHAN                                                                             |            |
|        | Casa Ferroviária em Alvenaria IX                                                                                       |                        | Paulo Frontin                                  |                                                           | bem tombado pelo IPHAN                                                                             |            |
|        | Casa Ferroviária em Alvenaria V                                                                                        |                        | Paulo Frontin                                  |                                                           | bem tombado pelo IPHAN                                                                             |            |
|        | Casa Ferroviária em Alvenaria VI                                                                                       |                        | Paulo Frontin                                  |                                                           | bem tombado pelo IPHAN                                                                             |            |
|        | Casa Ferroviária em Alvenaria VII                                                                                      |                        | Paulo Frontin                                  |                                                           | bem tombado pelo IPHAN                                                                             |            |
|        | Casa Ferroviária em Alvenaria VIII                                                                                     |                        | Paulo Frontin                                  |                                                           | bem tombado pelo IPHAN                                                                             |            |
|        | Quilombo Invernada Paiol de Telha                                                                                      |                        | Pinhão Guarapuava Reserva do Iguaçu            | 25° 39′ 04″ S, 51° 41′ 22″ O                              | quilombo tombado pela Constituição Federal do Brasil de 1988                                       |            |
|        | Casa Colonial |                        | Piraquara                                      | 25° 25′ 53″ S, 49° 04′ 28″ O                              | bem tombado pela CPC-PR                                                                            |            |
|        | Serra do Mar - Porção Territorial no Município de Piraquara                                                            |                        | Piraquara                                      |                                                           | bem tombado pela CPC-PR                                                                            |            |
|        | Imóvel situado à Rua Coronel Manoel Alves Cordeiro, 274                                                                |                        | Piraquara                                      | 25° 26′ 25″ S, 49° 03′ 32″ O                              | bem tombado pela CPC-PR                                                                            |            |
|        | Armazém em Madeira |                        | Piraí do Sul                                   | 24° 31′ 39″ S, 49° 56′ 45″ O                              | bem tombado pelo IPHAN                                                                             |            |
|        | Casa Ferroviária de Madeira                                                                                            |                        | Piraí do Sul                                   |                                                           | bem tombado pelo IPHAN                                                                             |            |
|        | Parte em Madeira da Estação Ferroviária de Piraí do Sul                                                                |                        | Piraí do Sul                                   | 24° 31′ 40″ S, 49° 56′ 45″ O                              | bem tombado pelo IPHAN                                                                             |            |
|        | Casa da Memória Paraná                                                                                                 | 7 de setembro de 1995  | Ponta Grossa                                   | 25° 05′ 44″ S, 50° 09′ 20″ O                              | bem tombado pela CPC-PR bem tombado pelo COMPAC                                                    |            |
|        | Centro de Cultura Cidade de Ponta Grossa                                                                               |                        | Ponta Grossa                                   | 25° 05′ 44″ S, 50° 09′ 37″ O                              | bem tombado pelo COMPAC                                                                            |            |
|        | Colégio Estadual Regente Feijó                                                                                         |                        | Ponta Grossa                                   | 25° 05′ 34″ S, 50° 09′ 36″ O                              | bem tombado pela CPC-PR                                                                            |            |
|        | Museu Época | 1992                   | Ponta Grossa                                   | 25° 05′ 57″ S, 50° 09′ 30″ O                              | bem tombado pelo COMPAC                                                                            |            |
|        | Cineteatro Ópera |                        | Ponta Grossa                                   | 25° 05′ 47″ S, 50° 09′ 36″ O                              | bem tombado pelo COMPAC                                                                            |            |
|        | Capela de Santa Bárbara do Pitangui                                                                                    |                        | Ponta Grossa                                   | 25° 02′ 34″ S, 50° 04′ 14″ O                              | bem tombado pela CPC-PR                                                                            |            |
|        | Biblioteca Municipal Faris Michaeli                                                                                    | 2 de março de 1900     | Ponta Grossa                                   | 25° 05′ 36″ S, 50° 09′ 12″ O                              | bem tombado pela CPC-PR                                                                            |            |
|        | Parque Vila Velha, Furnas e Lagoa Dourada                                                                              |                        | Ponta Grossa                                   | 25° 14′ 43″ S, 50° 01′ 09″ O                              | bem tombado pela CPC-PR                                                                            |            |
|        | Mansão Vila Hilda |                        | Ponta Grossa                                   | 25° 05′ 30″ S, 50° 09′ 43″ O                              | bem tombado pela CPC-PR                                                                            |            |
|        | Estações de Passageiros da Estrada de Ferro de Ponta Grossa                                                            |                        | Ponta Grossa                                   | 25° 05′ 41″ S, 50° 09′ 16″ O                              | bem tombado pela CPC-PR                                                                            |            |
|        | Antigo Edifício Fórum da Comarca de Ponta Grossa                                                                       |                        | Ponta Grossa                                   | 25° 05′ 50″ S, 50° 09′ 31″ O                              | bem tombado pela CPC-PR                                                                            |            |
|        | Edifício Situado à Praça Marechal Floriano                                                                             |                        | Ponta Grossa                                   | 25° 05′ 51″ S, 50° 09′ 34″ O                              | bem tombado pela CPC-PR                                                                            |            |
|        | Capela Santa Bárbara do Pitangui                                                                                       |                        | Ponta Grossa                                   | 25° 02′ 34″ S, 50° 04′ 14″ O                              | bem tombado pela CPC-PR                                                                            |            |
|        | Antigo Hospital 26 de Outubro                                                                                          |                        | Ponta Grossa                                   | 25° 05′ 43″ S, 50° 09′ 06″ O                              | bem tombado pela CPC-PR                                                                            |            |
|        | Castelo dos Baixinhos                                                                                                  |                        | Ponta Grossa                                   | 25° 05′ 49″ S, 50° 09′ 37″ O                              | bem tombado pelo COMPAC                                                                            |            |
|        | Cia Pontagrossense de Telecomunicações                                                                                 |                        | Ponta Grossa                                   | 25° 05′ 43″ S, 50° 09′ 26″ O                              | bem tombado pelo COMPAC                                                                            |            |
|        | Casa dos Relógios |                        | Ponta Grossa                                   | 25° 05′ 40″ S, 50° 09′ 27″ O                              | bem tombado pelo COMPAC                                                                            |            |
|        | Distribuidora de Doces Acácia                                                                                          |                        | Ponta Grossa                                   | 25° 05′ 47″ S, 50° 09′ 38″ O                              | bem tombado pelo COMPAC                                                                            |            |
|        | Estação Arte |                        | Ponta Grossa                                   | 25° 05′ 41″ S, 50° 09′ 21″ O                              | bem tombado pelo COMPAC                                                                            |            |
|        | Foto Carlos |                        | Ponta Grossa                                   |                                                           | bem tombado pelo COMPAC                                                                            |            |
|        | Mercado Móveis |                        | Ponta Grossa                                   | 25° 05′ 40″ S, 50° 09′ 23″ O                              | bem tombado pelo COMPAC                                                                            |            |
|        | Olaria 12 de Outubro                                                                                                   |                        | Ponta Grossa                                   | 25° 06′ 24″ S, 50° 08′ 47″ O                              | bem tombado pelo COMPAC                                                                            |            |
|        | Reservatório de Água de Ponta Grossa                                                                                   |                        | Ponta Grossa                                   | 25° 05′ 21″ S, 50° 09′ 48″ O                              | bem tombado pelo COMPAC                                                                            |            |
|        | Residência de Arthur Guimarães Villela                                                                                 |                        | Ponta Grossa                                   | 25° 05′ 50″ S, 50° 09′ 28″ O                              | bem tombado pelo COMPAC                                                                            |            |
|        | Residência de Ernesto Guimarães Vilela                                                                                 |                        | Ponta Grossa                                   | 25° 05′ 52″ S, 50° 09′ 28″ O                              | bem tombado pelo COMPAC                                                                            |            |
|        | Residência de Maria da Luz de Araujo Vianna                                                                            |                        | Ponta Grossa                                   | 25° 05′ 51″ S, 50° 09′ 37″ O                              | bem tombado pelo COMPAC                                                                            |            |
|        | Antiga Loja Novo Mundo                                                                                                 |                        | Ponta Grossa                                   | 25° 05′ 35″ S, 50° 09′ 13″ O                              | bem tombado pelo COMPAC                                                                            |            |
|        | Casa Christiano Justus                                                                                                 |                        | Ponta Grossa                                   | 25° 05′ 36″ S, 50° 09′ 45″ O                              | bem tombado pelo COMPAC                                                                            |            |
|        | Fachada da Massalândia                                                                                                 |                        | Ponta Grossa                                   | 25° 05′ 42″ S, 50° 09′ 27″ O                              | bem tombado pelo COMPAC                                                                            |            |
|        | Odontologia Rivadávia Borba                                                                                            |                        | Ponta Grossa                                   | 25° 05′ 50″ S, 50° 09′ 36″ O                              | bem tombado pelo COMPAC                                                                            |            |
|        | Sede da Farmácia Catedral                                                                                              |                        | Ponta Grossa                                   | 25° 05′ 41″ S, 50° 09′ 27″ O                              | bem tombado pelo COMPAC                                                                            |            |
|        | Sede do Jornal Diário dos Campos                                                                                       |                        | Ponta Grossa                                   | 25° 05′ 42″ S, 50° 09′ 27″ O                              | bem tombado pelo COMPAC                                                                            |            |
|        | Bar Asa Branca |                        | Ponta Grossa                                   | 25° 05′ 52″ S, 50° 09′ 33″ O                              | bem tombado pelo COMPAC                                                                            |            |
|        | Casa Bittencourt |                        | Ponta Grossa                                   | 25° 05′ 49″ S, 50° 09′ 23″ O                              | bem tombado pelo COMPAC                                                                            |            |
|        | Casa Casemiro |                        | Ponta Grossa                                   | 25° 05′ 15″ S, 50° 08′ 51″ O                              | bem tombado pelo COMPAC                                                                            |            |
|        | Casa da Família Nadal                                                                                                  |                        | Ponta Grossa                                   | 25° 05′ 05″ S, 50° 08′ 13″ O                              | bem tombado pelo COMPAC                                                                            |            |
|        | Casa de Paulo Lange |                        | Ponta Grossa                                   | 25° 05′ 42″ S, 50° 09′ 33″ O                              | bem tombado pelo COMPAC                                                                            |            |
|        | Casa do Divino |                        | Ponta Grossa                                   | 25° 05′ 49″ S, 50° 09′ 26″ O                              | bem tombado pelo COMPAC                                                                            |            |
|        | Casa dos Anjos |                        | Ponta Grossa                                   | 25° 05′ 42″ S, 50° 09′ 31″ O                              | bem tombado pelo COMPAC                                                                            |            |
|        | Casa Justus |                        | Ponta Grossa                                   | 25° 05′ 35″ S, 50° 09′ 49″ O                              | bem tombado pelo COMPAC                                                                            |            |
|        | Casa Rizental |                        | Ponta Grossa                                   | 25° 05′ 43″ S, 50° 09′ 23″ O                              | bem tombado pelo COMPAC                                                                            |            |
|        | Chaminé das Antigas Instalações das Indústrias Wagner                                                                  |                        | Ponta Grossa                                   | 25° 06′ 16″ S, 50° 09′ 26″ O                              | bem tombado pelo COMPAC                                                                            |            |
|        | Clube Dante Alighieri                                                                                                  |                        | Ponta Grossa                                   | 25° 05′ 32″ S, 50° 09′ 36″ O                              | bem tombado pelo COMPAC                                                                            |            |
|        | Clube Literário e Recreativo 13 de Maio                                                                                |                        | Ponta Grossa                                   | 25° 05′ 26″ S, 50° 09′ 27″ O                              | bem tombado pelo COMPAC                                                                            |            |
|        | Colégio Estadual Doutor Munhoz da Rocha                                                                                |                        | Ponta Grossa                                   | 25° 16′ 30″ S, 50° 14′ 19″ O                              | bem tombado pelo COMPAC                                                                            |            |
|        | Colégio Sant'Ana |                        | Ponta Grossa                                   | 25° 05′ 29″ S, 50° 09′ 37″ O                              | bem tombado pelo COMPAC                                                                            |            |
|        | Concha Acústica Carlos Gomes                                                                                           |                        | Ponta Grossa                                   | 25° 05′ 37″ S, 50° 09′ 38″ O                              | bem tombado pelo COMPAC                                                                            |            |
|        | Escola Profissional Ferroviária Coronel Tibúrcio Cavalcanti                                                            |                        | Ponta Grossa                                   | 25° 06′ 01″ S, 50° 09′ 24″ O                              | bem tombado pelo COMPAC                                                                            |            |
|        | Estação Ferroviária de Guaragi                                                                                         |                        | Ponta Grossa                                   | 25° 16′ 16″ S, 50° 14′ 05″ O                              | bem tombado pelo COMPAC                                                                            |            |
|        | Hospital Infantil Getúlio Vargas                                                                                       |                        | Ponta Grossa                                   | 25° 06′ 10″ S, 50° 09′ 40″ O                              | bem tombado pelo COMPAC                                                                            |            |
|        | Igreja de Nossa Senhora Imaculada Conceição                                                                            |                        | Ponta Grossa                                   | 25° 05′ 25″ S, 50° 08′ 55″ O                              | bem tombado pelo COMPAC                                                                            |            |
|        | Lord Magazin |                        | Ponta Grossa                                   | 25° 05′ 39″ S, 50° 09′ 38″ O                              | bem tombado pelo COMPAC                                                                            |            |
|        | Refúgio dos Nobres |                        | Ponta Grossa                                   | 25° 08′ 47″ S, 50° 12′ 10″ O                              | bem tombado pelo COMPAC                                                                            |            |
|        | Residência de Flávio Carvalho Guimarães                                                                                |                        | Ponta Grossa                                   | 25° 05′ 51″ S, 50° 09′ 29″ O                              | bem tombado pelo COMPAC                                                                            |            |
|        | Residência de Hebe Santos Fernal                                                                                       |                        | Ponta Grossa                                   | 25° 06′ 03″ S, 50° 09′ 40″ O                              | bem tombado pelo COMPAC                                                                            |            |
|        | Santa Casa de Misericórdia de Ponta Grossa                                                                             |                        | Ponta Grossa                                   | 25° 05′ 22″ S, 50° 09′ 42″ O                              | bem tombado pelo COMPAC                                                                            |            |
|        | Sede da Escola Desafio                                                                                                 |                        | Ponta Grossa                                   | 25° 05′ 51″ S, 50° 09′ 39″ O                              | bem tombado pelo COMPAC                                                                            |            |
|        | Sede da Vidraçaria Sant'Ana                                                                                            |                        | Ponta Grossa                                   | 25° 05′ 40″ S, 50° 09′ 22″ O                              | bem tombado pelo COMPAC                                                                            |            |
|        | Sede do Colégio São Luiz                                                                                               |                        | Ponta Grossa                                   | 25° 05′ 35″ S, 50° 09′ 33″ O                              | bem tombado pelo COMPAC                                                                            |            |
|        | Sede do Conselho Mun. da Criança e do Adolescente                                                                      |                        | Ponta Grossa                                   | 25° 05′ 51″ S, 50° 09′ 40″ O                              | bem tombado pelo COMPAC                                                                            |            |
|        | Sede dos Escoteiros Campos Gerais                                                                                      |                        | Ponta Grossa                                   | 25° 05′ 34″ S, 50° 09′ 21″ O                              | bem tombado pelo COMPAC                                                                            |            |
|        | Sociedade Espírita Francisco de Assis                                                                                  |                        | Ponta Grossa                                   | 25° 05′ 45″ S, 50° 09′ 26″ O                              | bem tombado pelo COMPAC                                                                            |            |
|        | Sociedade Polonesa Renascença                                                                                          |                        | Ponta Grossa                                   | 25° 05′ 23″ S, 50° 09′ 38″ O                              | bem tombado pelo COMPAC                                                                            |            |
|        | Vivenda Ernestina Virmond                                                                                              |                        | Ponta Grossa                                   | 25° 05′ 32″ S, 50° 09′ 46″ O                              | bem tombado pelo COMPAC                                                                            |            |
|        | Maria Fumaça |                        | Ponta Grossa                                   | 25° 05′ 44″ S, 50° 09′ 19″ O                              | bem tombado pelo COMPAC                                                                            |            |
|        | Acervo Fotográfico da Av. Carlos Cavalcanti                                                                            |                        | Ponta Grossa                                   | 25° 05′ 34″ S, 50° 07′ 14″ O                              | bem tombado pelo COMPAC                                                                            |            |
|        | Acervo Fotográfico da Maria Fumaça, nº 250                                                                             |                        | Ponta Grossa                                   | 25° 05′ 45″ S, 50° 09′ 20″ O                              | bem tombado pelo COMPAC                                                                            |            |
|        | Acervo Fotográfico do Cine Renascença                                                                                  |                        | Ponta Grossa                                   | 25° 05′ 44″ S, 50° 09′ 20″ O                              | bem tombado pelo COMPAC                                                                            |            |
|        | Rua Augusto Ribas |                        | Ponta Grossa                                   | 25° 05′ 52″ S, 50° 09′ 37″ O                              | bem tombado pelo COMPAC                                                                            |            |
|        | Rua Barão do Cerro Azul                                                                                                |                        | Ponta Grossa                                   | 25° 05′ 18″ S, 50° 09′ 37″ O                              | bem tombado pelo COMPAC                                                                            |            |
|        | Rua Coronel Bittencourt                                                                                                |                        | Ponta Grossa                                   | 25° 05′ 32″ S, 50° 09′ 39″ O                              | bem tombado pelo COMPAC                                                                            |            |
|        | Rua Frei Caneca |                        | Ponta Grossa                                   | 25° 05′ 56″ S, 50° 09′ 31″ O                              | bem tombado pelo COMPAC                                                                            |            |
|        | Rua Silva Jardim |                        | Ponta Grossa                                   | 25° 06′ 16″ S, 50° 09′ 32″ O                              | bem tombado pelo COMPAC                                                                            |            |
|        | Rua Visconde de Nacar                                                                                                  |                        | Ponta Grossa                                   | 25° 05′ 29″ S, 50° 09′ 53″ O                              | bem tombado pelo COMPAC                                                                            |            |
|        | Acervo Fotográfico da Av. Bonifácio Vilella                                                                            |                        | Ponta Grossa                                   | 25° 05′ 45″ S, 50° 09′ 20″ O                              | bem tombado pelo COMPAC                                                                            |            |
|        | Acervo Fotográfico da Praça Barão de Guaraúna                                                                          |                        | Ponta Grossa                                   | 25° 05′ 45″ S, 50° 09′ 20″ O                              | bem tombado pelo COMPAC                                                                            |            |
|        | Acervo Fotográfico da Santa Casa de Misericórdia                                                                       |                        | Ponta Grossa                                   | 25° 05′ 44″ S, 50° 09′ 20″ O                              | bem tombado pelo COMPAC                                                                            |            |
|        | Acervo Fotográfico do Antigo Barracão de Cargas                                                                        |                        | Ponta Grossa                                   | 25° 05′ 44″ S, 50° 09′ 20″ O                              | bem tombado pelo COMPAC                                                                            |            |
|        | Acervo Fotográfico do Ponto Azul                                                                                       |                        | Ponta Grossa                                   | 25° 05′ 44″ S, 50° 09′ 20″ O                              | bem tombado pelo COMPAC                                                                            |            |
|        | Acervos dos Jornais "O Progresso" e "Diário dos Campos"                                                                |                        | Ponta Grossa                                   | 25° 05′ 44″ S, 50° 09′ 20″ O                              | bem tombado pelo COMPAC                                                                            |            |
|        | Bairro Centro |                        | Ponta Grossa                                   | 25° 05′ 51″ S, 50° 09′ 32″ O                              | bem tombado pelo COMPAC                                                                            |            |
|        | Estação Saudade |                        | Ponta Grossa                                   | 25° 05′ 36″ S, 50° 09′ 12″ O                              | bem tombado pela CPC-PR                                                                            |            |
|        | Olaria Aymoré |                        | Ponta Grossa                                   |                                                           | bem tombado pelo COMPAC                                                                            |            |
|        | Quilombo Santa Cruz |                        | Ponta Grossa                                   | 25° 10′ 23″ S, 50° 12′ 26″ O                              | quilombo tombado pela Constituição Federal do Brasil de 1988                                       |            |
|        | Quilombo Sutil |                        | Ponta Grossa                                   | 24° 58′ 53″ S, 50° 02′ 37″ O                              | quilombo tombado pela Constituição Federal do Brasil de 1988                                       |            |
|        | Estação Paraná |                        | Ponta Grossa                                   | 25° 05′ 36″ S, 50° 09′ 12″ O                              | bem tombado pela CPC-PR                                                                            |            |
|        | Sambaqui "A" e "B" do Guaraguaçu                                                                                       |                        | Pontal do Paraná                               |                                                           | bem tombado pela CPC-PR                                                                            |            |
|        | Igreja de São Josafat                                                                                                  |                        | Prudentópolis                                  | 25° 12′ 53″ S, 50° 58′ 31″ O                              | bem tombado pela CPC-PR                                                                            |            |
|        | Serra do Mar - Porção Territorial no Município de Quatro Barras                                                        |                        | Quatro Barras                                  | 25° 21′ 59″ S, 48° 54′ 52″ O                              | bem tombado pela CPC-PR                                                                            |            |
|        | Ponte Alves Lima |                        | Ribeirão Claro                                 | 23° 05′ 57″ S, 49° 44′ 34″ O                              | bem tombado pela CPC-PR                                                                            |            |
|        | Gruta de Lancinha |                        | Rio Branco do Sul                              | 25° 10′ 05″ S, 49° 17′ 11″ O                              | bem tombado pela CPC-PR                                                                            |            |
|        | Ponte Metálica Rio Negro-Mafra                                                                                         |                        | Rio Negro Mafra                                | 26° 06′ 37″ S, 49° 48′ 08″ O                              | bem tombado pela CPC-PR                                                                            |            |
|        | Serra do Mar |                        | Rio de Janeiro São Paulo Paraná Santa Catarina | 21° 30′ 56″ S, 41° 24′ 46″ O 26° 41′ 26″ S, 49° 16′ 47″ O | bem tombado pelo CONDEPHAAT bem tombado pelo INEPAC                                                |            |
|        | Antiga Estação Ferroviária de Rolândia                                                                                 |                        | Rolândia                                       |                                                           | bem tombado pelo IPHAN                                                                             |            |
|        | Armazém em Alvenaria do Terreno 9                                                                                      |                        | Rolândia                                       | 23° 18′ 33″ S, 51° 22′ 09″ O                              | bem tombado pelo IPHAN                                                                             |            |
|        | Casa Ferroviária em Alvenaria do Terreno 7                                                                             |                        | Rolândia                                       |                                                           | bem tombado pelo IPHAN                                                                             |            |
|        | Antiga Estação Ferroviária de Santa Mariana                                                                            |                        | Santa Mariana                                  | 23° 08′ 43″ S, 50° 31′ 21″ O                              | bem tombado pelo IPHAN                                                                             |            |
|        | Armazém da Antiga Estação Ferroviária                                                                                  |                        | Santa Mariana                                  |                                                           | bem tombado pelo IPHAN                                                                             |            |
|        | Casa Ferroviária I |                        | Santa Mariana                                  |                                                           | bem tombado pelo IPHAN                                                                             |            |
|        | Casa Ferroviária II |                        | Santa Mariana                                  |                                                           | bem tombado pelo IPHAN                                                                             |            |
|        | Casa Ferroviária III                                                                                                   |                        | Santa Mariana                                  |                                                           | bem tombado pelo IPHAN                                                                             |            |
|        | Casa Ferroviária V |                        | Santa Mariana                                  |                                                           | bem tombado pelo IPHAN                                                                             |            |
|        | Estação Ferroviária Platina                                                                                            |                        | Santo Antônio da Platina                       | 23° 19′ 06″ S, 50° 00′ 23″ O                              | bem tombado pela CPC-PR bem tombado pelo IPHAN                                                     |            |
|        | Casa Ferroviária em Alvenaria I                                                                                        |                        | Santo Antônio da Platina                       |                                                           | bem tombado pelo IPHAN                                                                             |            |
|        | Casa Ferroviária em Alvenaria II                                                                                       |                        | Santo Antônio da Platina                       |                                                           | bem tombado pelo IPHAN                                                                             |            |
|        | Casa Ferroviária em Alvenaria III                                                                                      |                        | Santo Antônio da Platina                       |                                                           | bem tombado pelo IPHAN                                                                             |            |
|        | Casa Ferroviária em Alvenaria IV                                                                                       |                        | Santo Antônio da Platina                       |                                                           | bem tombado pelo IPHAN                                                                             |            |
|        | Casa Ferroviária em Alvenaria V                                                                                        |                        | Santo Antônio da Platina                       |                                                           | bem tombado pelo IPHAN                                                                             |            |
|        | Imóvel situado à Avenida Brasil, 487                                                                                   |                        | Santo Antônio do Sudoeste                      | 26° 04′ 24″ S, 53° 43′ 34″ O                              | bem tombado pela CPC-PR                                                                            |            |
|        | Sítio Arqueológico da Redução Jesuítica de Santo Inácio Mini                                                           |                        | Santo Inácio                                   | 22° 38′ 05″ S, 51° 50′ 19″ O                              | bem tombado pela CPC-PR                                                                            |            |
|        | Serra do Mar - Porção Territorial no Município de São José Dos Pinhais                                                 |                        | São José dos Pinhais                           |                                                           | bem tombado pela CPC-PR                                                                            |            |
|        | Antiga Sede da Prefeitura Municipal de São João do Triunfo                                                             |                        | São João do Triunfo                            | 25° 41′ 02″ S, 50° 17′ 51″ O                              | bem tombado pela CPC-PR                                                                            |            |
|        | Árvore Carvalho do Unbenau                                                                                             |                        | São Mateus do Sul                              | 25° 52′ 37″ S, 50° 23′ 08″ O                              | bem tombado pela CPC-PR                                                                            |            |
|        | Igreja São José |                        | São Mateus do Sul                              | 25° 45′ 09″ S, 50° 21′ 28″ O                              | bem tombado pela CPC-PR                                                                            |            |
|        | Quilombo Apepú |                        | São Miguel do Iguaçu                           | 25° 19′ 51″ S, 54° 14′ 35″ O                              | quilombo tombado pela Constituição Federal do Brasil de 1988                                       |            |
|        | Reservas de Mata Atlântica do Sudeste                                                                                  |                        | São Paulo Paraná                               | 24° 10′ 00″ S, 48° 00′ 00″ O                              | Património Mundial da Unesco                                                                       |            |
|        | Igreja Imaculada Conceição                                                                                             |                        | Teixeira Soares                                | 25° 22′ 15″ S, 50° 27′ 32″ O                              | bem tombado pela CPC-PR                                                                            |            |
|        | Edificação em Madeira I no Pátio da Estação de Teixeira Soares                                                         |                        | Teixeira Soares                                | 25° 22′ 22″ S, 50° 27′ 38″ O                              | bem tombado pelo IPHAN                                                                             |            |
|        | Edificação em Madeira II no Pátio da Estação de Teixeira Soares                                                        |                        | Teixeira Soares                                |                                                           | bem tombado pelo IPHAN                                                                             |            |
|        | Cidade Real do Guaíra                                                                                                  |                        | Terra Roxa                                     | 24° 02′ 25″ S, 54° 05′ 33″ O                              | bem tombado pela CPC-PR                                                                            |            |
|        | Imóvel do antigo Grupo Escolar Telêmaco Borba e Reservatório de Água                                                   |                        | Tibagi                                         | 24° 30′ 58″ S, 50° 24′ 33″ O                              | bem tombado pela CPC-PR                                                                            |            |
|        | Obras de Poty Lazarotto - Painéis e Murais - Tibagi                                                                    |                        | Tibagi                                         | 24° 41′ 52″ S, 50° 34′ 56″ O                              | bem tombado pela CPC-PR                                                                            |            |
|        | Serra do Mar - Porção Territorial no Município de Tijucas do Sul                                                       |                        | Tijucas do Sul                                 |                                                           | bem tombado pela CPC-PR                                                                            |            |
|        | Museu de Arte Sergius Erdely                                                                                           |                        | Tijucas do Sul                                 | 25° 57′ 16″ S, 49° 13′ 26″ O                              | bem tombado pela Prefeitura Municipal de Tijucas do Sul                                            |            |
|        | Fórum Wilson Balão |                        | Toledo                                         | 24° 43′ 58″ S, 53° 44′ 26″ O                              | bem tombado pela CPC-PR                                                                            |            |
|        | Quilombo Campina dos Morenos                                                                                           |                        | Turvo                                          | 25° 02′ 13″ S, 51° 33′ 11″ O                              | quilombo tombado pela Constituição Federal do Brasil de 1988                                       |            |
|        | Escola Estadual Professor Serapião                                                                                     |                        | União da Vitória                               | 26° 13′ 39″ S, 51° 05′ 11″ O                              | bem tombado pela CPC-PR                                                                            |            |
|        | Estação União |                        | União da Vitória                               | 26° 13′ 50″ S, 51° 05′ 03″ O                              | bem tombado pela CPC-PR                                                                            |            |
|        | Cine Teatro Luz |                        | União da Vitória                               | 26° 13′ 57″ S, 51° 05′ 10″ O                              | bem tombado pela CPC-PR                                                                            |            |
|        | Antigo Hotel Paraná [demolido]                                                                                         |                        | União da Vitória                               | 26° 13′ 44″ S, 51° 05′ 09″ O                              | bem tombado pela CPC-PR                                                                            |            |

∑ 429 items.